# 8498 Ufa
8498 Ufa este un asteroid din centura principală de asteroizi.

## Descriere
8498 Ufa este un asteroid din centura principală de asteroizi. A fost descoperit pe 15 septembrie 1990 la Observatorul de Astrofizică din Crimeea de Liudmila Juravliova. El prezintă o orbită caracterizată de o semiaxă mare de 3,00 ua, o excentricitate de 0,12 și o înclinație de 10,2° în raport cu ecliptica.